# Amphiura digitula
Amphiura digitula är en ormstjärneart som först beskrevs av Hubert Lyman Clark 1911.  Amphiura digitula ingår i släktet Amphiura och familjen trådormstjärnor. Inga underarter finns listade i Catalogue of Life.